# ユーゴ・コブレ

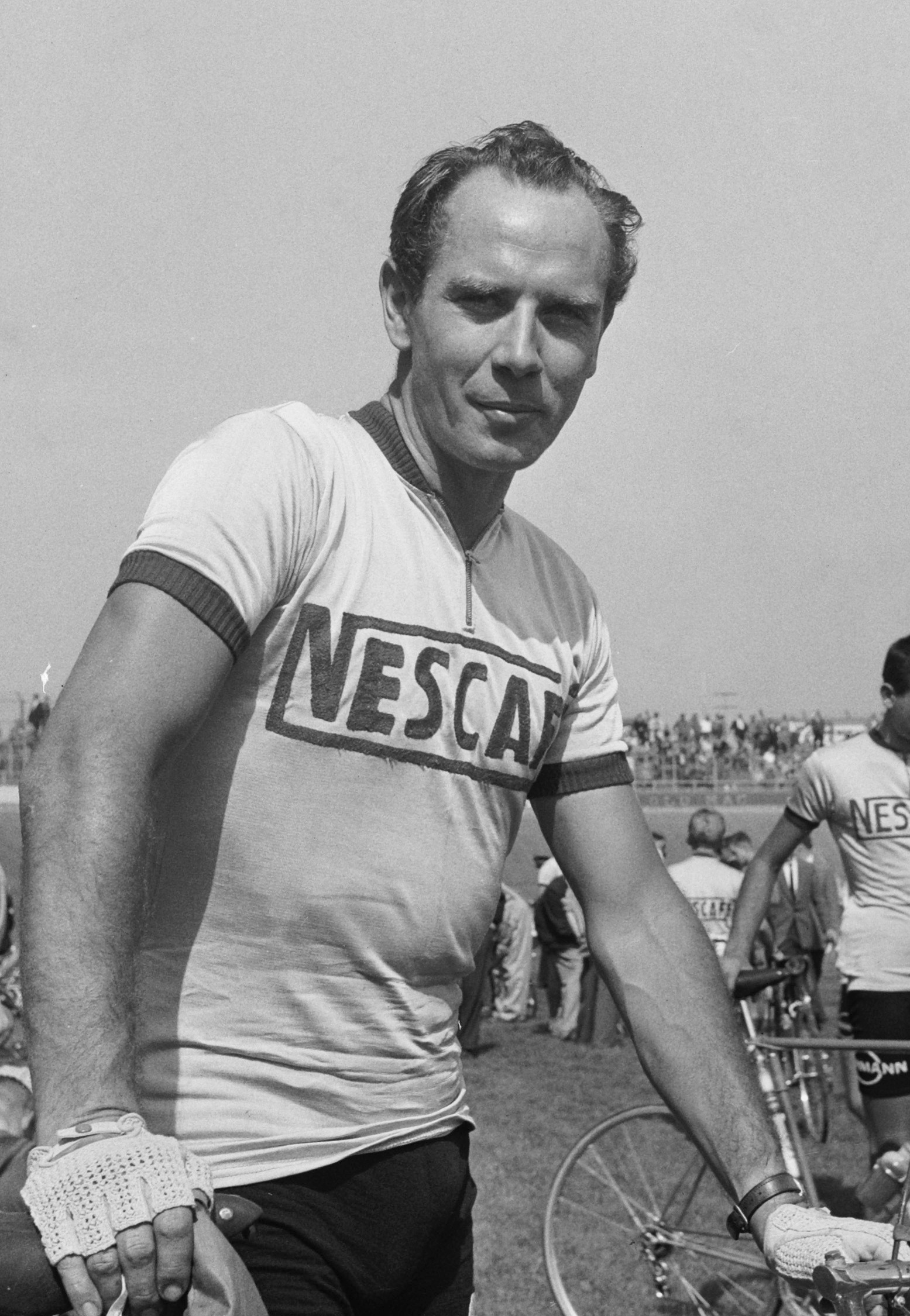
ユーゴ・コブレ 1956

ユーゴ・コブレ（Hugo Koblet、1925年3月21日 - 1964年11月6日）は、スイス・チューリッヒ出身の名自転車競技選手。

## 経歴
1946年にプロ転向。1947年、世界自転車選手権・プロ個人追い抜きで3位に入る。1948年、シカゴ6日間レースで優勝。1949年、ニューヨーク6日間レースを制覇した。さらに、個人追い抜きの国内選手権では、1947年から1953年まで7連覇を果たすことになる。
ここまでのコブレは、どちらかというとトラックレースでの活躍が目立ち、ロードレースではステージレースにおける区間優勝がある程度の成績にすぎなかった。ところが1950年以降、ロードレースにおいて名選手の地位を築いていくことになる。
1950年のジロ・デ・イタリア（ジロ）。第8ステージでマリア・ローザを掴んだコブレは、その後一度も明け渡すことなく、最終的にジーノ・バルタリに5分12秒の差をつけ、イタリア国籍以外の選手として、初のジロ・デ・イタリア総合優勝者となった。また、同年のツール・ド・スイスでも初の総合優勝を果たした。
1951年、ジロ総合6位、ツール・ド・ロマンディ、ツール・ド・スイスではいずれも総合2位の成績を経て挑んだツール・ド・フランスにおいて、バルタリ、ファウスト・コッピ、フィオレンツォ・マーニの3人を中心とし、優勝候補の最右翼と目されたイタリアナショナルチーム勢を圧倒。第14ステージ終了後にマイヨ・ジョーヌを掴むと、最終ステージまで守りきり、この年は不参加だった前年覇者のフェルディナント・キュプラーに続き、スイス勢のツール総合連覇を成就した。なお、コブレのこの優勝以降、2007年現在、スイス国籍選手がツール・ド・フランスを制覇したケースはない。さらに同年のグランプリ・デ・ナシオンでは、コッピを破って優勝を果たし、世界選手権の個人追い抜きでは2位に入っている。
1952年から1953年にかけては6日間レースで優勝を量産。またロードレースのほうでも、1952年のチューリッヒ選手権を制し、1953年のツール・ド・ロマンディ、ツール・ド・スイスで総合優勝を果たした他、ジロでは総合2位に入った。また1954年は、ジロの総合成績、世界選手権・個人追い抜きでいずれも2位に入っている。1955年、3度目のツール・ド・スイス総合優勝を飾った他、ツール・ド・ロマンディでも総合2位に入ったが、その後は、1956年のブエルタ・ア・エスパーニャで区間1勝を挙げた程度の成績にとどまり、1958年に引退した。
1964年、チューリッヒ、エスリンゲン間の高速道路で運転中に事故に遭い他界したが、常軌を逸するような速度を出していたことが伝えられ、自殺ではないかという見方もされている（英語版（en:Hugo Koblet）記事より）。